# Копитов Віктор Филимонович
Ві́ктор Филимо́нович Копи́тов (* 21 листопада 1906, Курган — † 22 жовтня 1990, Київ) — український вчений радянських часів — у галузі металургійної теплотехніки та промислових печей, 1967 — академік АН УРСР, нагороджений орденом Жовтневої Революції, 2 орденами Трудового Червоного Прапора, медалями. 1954 — доктор технічних наук, 1957 — професор, 1981 — заслужений діяч науки і техніки УРСР.

## Джерело
- УРЕ [Архівовано 27 серпня 2016 у Wayback Machine.]
- Віктор Копитов [Архівовано 5 березня 2016 у Wayback Machine.]

| Володимир Вернадський | Це незавершена стаття про українського науковця. Ви можете допомогти проєкту, виправивши або дописавши її. |